# Ciasto zbijane

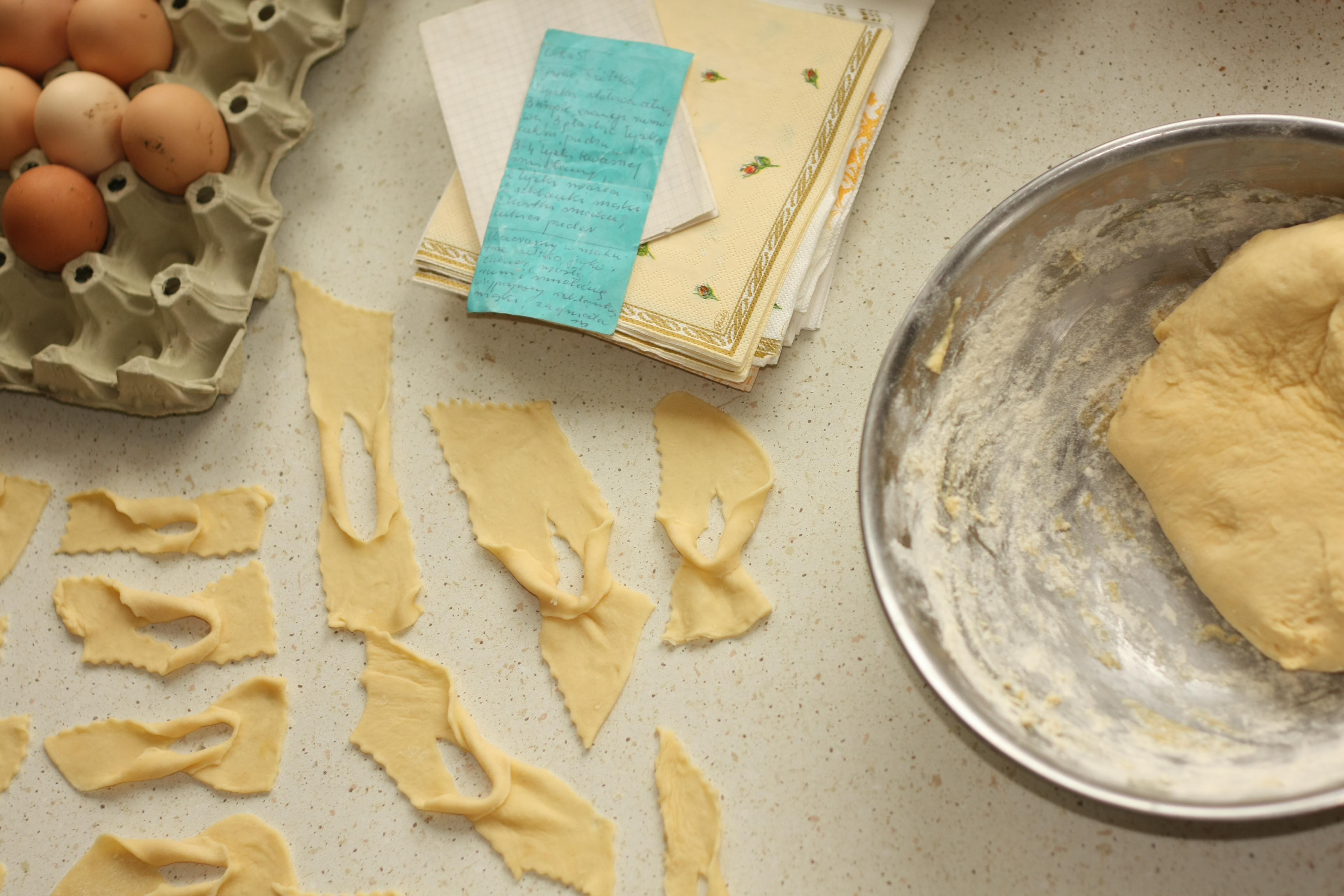
Ciasto na faworki

Ciasto zbijane – ciasto charakteryzujące się wysoką zawartością żółtek i niewielkim dodatkiem tłuszczu. Po wyrobieniu zbija się je drewnianym wałkiem, rzuca o blat lub przepuszcza przez walcarkę. Według niektórych receptur, zanim przystąpi się do formowania (wałkowania) ciasta, wymaga ono jeszcze leżakowania. Uformowane ciasto smaży się w głębokim tłuszczu lub piecze.
Ciasto „zbija” się w celu jego napowietrzenia i rozbicia siatki glutenowej, by w efekcie uzyskać jednolitą masę o luźnej konsystencji i w miarę delikatnej strukturze. Leżakowanie ciasta w niskiej temperaturze (maksymalnie 4 godziny) poprawia jego elastyczność, a dwutlenek węgla wydzielający się podczas zachodzącej wtedy fermentacji mlekowej dodatkowo je spulchnia.
W kuchni polskiej, wyroby z ciasta zbijanego przyrządza się głównie w okresie karnawału – tradycyjnie są to faworki (chrust) i róże karnawałowe (róże chrustowe). Produktem regionalnym są tzw. mrowiska (kopce/choineczki). Rurki z kremem wytwarza się z rurek usmażonych lub upieczonych. W literaturze fachowej można spotkać się z nazwą „rurki żółtkowe”. Rurki smażone nazywane bywają „chrustem z bitą śmietaną” (np. w książce Jak gotować Marii Disslowej), „rurkami chrustowymi” lub „rurkami faworkowymi”.

## Składniki
Podstawowe składniki na ciasto zbijane to: mąka pszenna, żółtka lub całe jaja, cukier (opcjonalnie), kwaśna śmietana, spirytus, sól. 
- Używa się mąki zawierającej słaby lub średni gluten[2][1]. Mocniejszy gluten w mące wydłuża czas zbijania ciasta[2].
- Dodaje się nawet 20 jaj na 1 kg mąki[2]. Wykorzystanie całych jaj obniża kruchość gotowych wyrobów[2].
- Dodatek cukru zaś zwiększa ich chrupkość, przyspiesza też proces brązowienia ciasta podczas obróbki termicznej, co poprawia ich wygląd[2]. Z drugiej strony użycie cukru wymusza zastosowanie niższej temperatury smażenia, wydłużając w ten sposób jego czas[2]. Jeśli używany jest cukier kryształ, zalecane jest rozpuścić go wpierw w składnikach płynnych[2].
- Śmietana zwiększa elastyczność wyrabianego ciasta i kruchość gotowych wyrobów[2]. Zawarte w niej bakterie mlekowe powodują fermentację leżakującego ciasta[2].
- Spirytus dodaje się do ciasta w celu zapobiegnięcia nadmiernemu wchłanianiu tłuszczu podczas smażenia[2][1]. Alkohol powoduje też nieznaczny rozrost ciasta w czasie obróbki termicznej[2][1]. Spirytus można zastąpić np. rumem (który dodatkowo spełni funkcję aromatu), ewentualnie octem (jego nadmiar może nadać nieprzyjemny posmak)[2].
- Sól dodaje się dla poprawienia walorów smakowych[2].

W kuchni staropolskiej przy wyrobie faworków (chrustu) dodawano do ciasta drożdże.
Gdy ciasto nie jest smażone, lecz pieczone (np. w produkcji rurek), można dodać do niego niewielką ilość masła.
Jako tłuszcz do smażenia zalecany jest smalec lub masło klarowane, jednak powszechnie stosowane są tłuszcze utwardzone – oleje rafinowane lub frytura. 
Gotowe wyroby posypuje się zazwyczaj cukrem pudrem. Mrowiska polewa się miodem i posypuje makiem.